# Equus stenonis
Espèce
Equus stenonis est une espèce éteinte de périssodactyles de la famille des Équidés, qui vivait de la fin du Pliocène au début du Pléistocène en Eurasie, de l'Europe jusqu'à la Chine.

## Liste des sous-espèces
Selon Paleobiology Database (15 mars 2019) :
- sous-espèce Equus stenonis granatensis

## Publication originale
- (it) Igino Cocchi (it), « Studj paleoetnologici: l'uomo fossile nell'Italia centrale », Memorie della Societa Italiana di Scienze Naturali, Milan, vol. 2, no 7,‎ 1867, p. 1-80